# جويتلين جراهام
جويتلين جراهام (بالإنجليزية: Gwethalyn Graham)‏‏ (18 يناير 1913 في تورونتو - 25 نوفمبر 1965 ) روائية، وكاتبة قصص قصيرة، وصحفية، ومترجمة، وكاتِبة من كندا.

## التعليم
تعلمت جويتلين جراهام في:
- كلية سميث[2]

## الجوائز
حصلت جويتلين جراهام على الجوائز الآتية:
- جائزة أنسفيلد - وولف  [لغات أخرى]‏
- جائزة الحاكم العام للروايات باللغة الإنجليزية [الإنجليزية]‏
- جائزة الحاكم العام للروايات باللغة الإنجليزية [الإنجليزية]‏